# Čatrnja (Rakovica)
Čatrnja is een plaats in de gemeente Rakovica in de Kroatische provincie Karlovac. De plaats telt 207 inwoners (2001).